# Černigovská gubernie

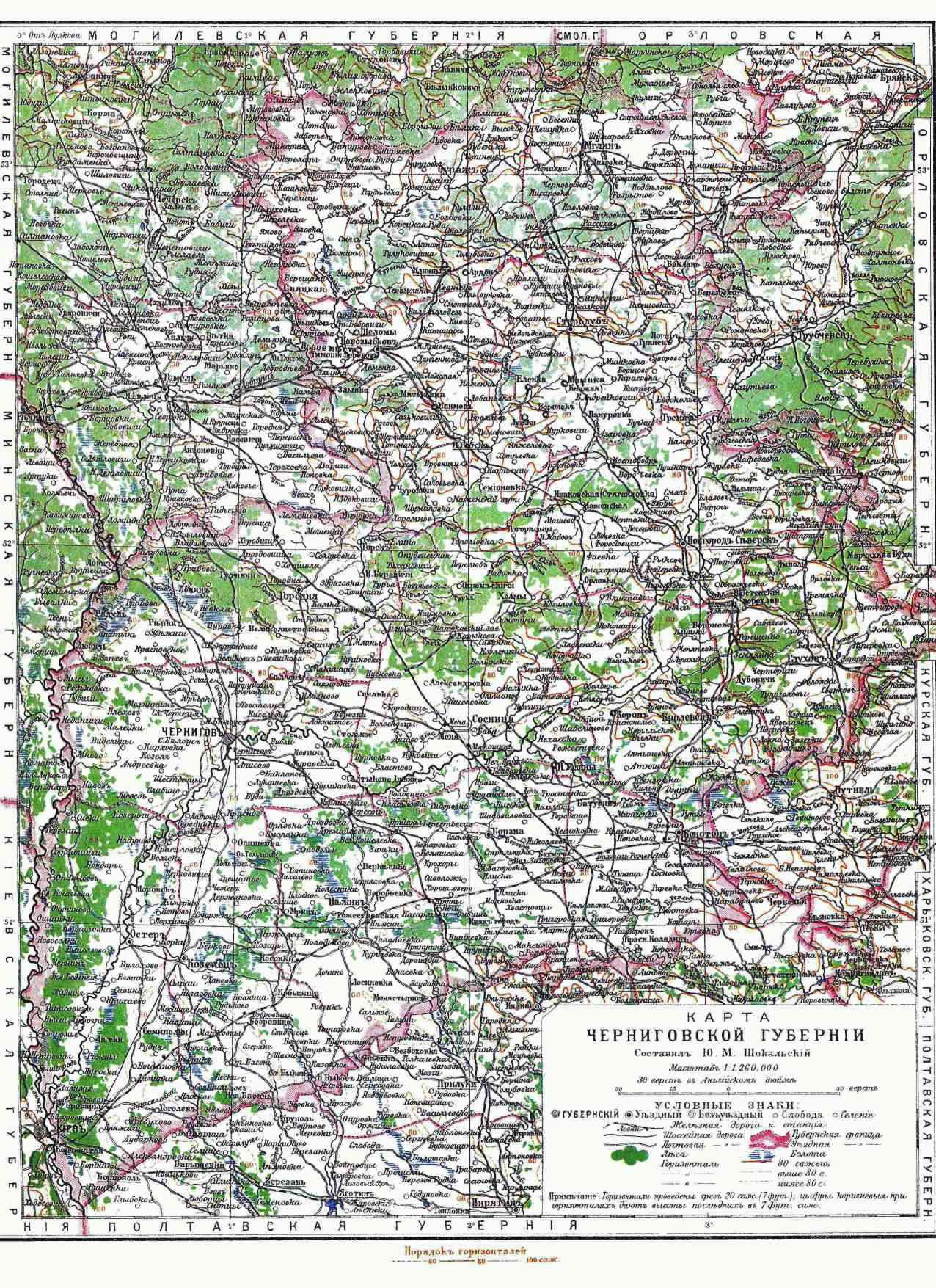
Mapa gubernie

Černigovská gubernie (rusky Черниговская губерния) byla gubernie v carském Rusku vytvořená v roce 1802 při rozdělení maloruské gubernie na černigovskou a poltavskou gubernii. Nacházela se na území levobřežní Ukrajiny. Její rozloha byla 52 396 km², údaj o počtu obyvatel z roku 1897 je 2 298 000 a administrativním sídlem byl Černigov.

## Administrativní členění
| №  | Ujezd             | Ujední město       | Rouloha, km² | Obyvatelstvo, 1897 [v tis.] |
| -- | ----------------- | ------------------ | ------------ | --------------------------- |
| 1  | Borznjanský       | Borzna             | 2 732,1      | 146,777                     |
| 2  | Gluchovský        | Hluchiv            | 3 090,8      | 142,366                     |
| 3  | Gorodňanský       | Horodňa            | 4 061,9      | 154,819                     |
| 4  | Kozelecký         | Kozelec            | 4 952,8      | 137,334                     |
| 5  | Konotopský        | Konotop            | 2 539,8      | 157,259                     |
| 6  | Krolevecký        | Krolevec           | 2 702,9      | 132,172                     |
| 7  | Mglinský          | Mglin              | 3 694,4      | 140,820                     |
| 8  | Něžinský          | Nižyn              | 2 891,8      | 168,984                     |
| 9  | Novgorod-Severský | Novhorod-Siverskyj | 3 790,5      | 151,180                     |
| 10 | Novozybkovský     | Novozybkov         | 3 857,3      | 193,357                     |
| 11 | Osterský          | Oster              | 4 385,7      | 153,179                     |
| 12 | Sosnický          | Sosnycja           | 4 079,7      | 171,106                     |
| 13 | Starodubský       | Starodub           | 3 420,8      | 147,668                     |
| 14 | Suražský          | Suraž              | 4 050,5      | 188,596                     |
| 15 | Černigovský       | Černihiv           | 3 667,2      | 161,695                     |